# Sporty obronne
Sporty obronne są jedną z form aktywności fizycznej i psychicznej. Niektórzy twierdzą, że są to sporty dla "twardzieli", gdyż często wymagają nie lada kondycji, np. przy długich marszobiegach, przechodzeniu po linie, bieganiu w maskach przeciwgazowych, pływaniu w umundurowaniu, strzelaniu z różnych rodzajów broni.
Dla kultywowania sportów obronnych wiele organizacji społecznych i instytucji organizuje zawody w sportach obronnych, przykładem mogą być:
- Ogólnopolska Spartakiada MDP w sportach obronnych (od roku 2006 Ogólnopolskie Zawody Sportowo-Obronne MDP w sportach obronnych) organizowane przez Zarząd Główny Związku Ochotniczych Straży Pożarnych Rzeczypospolitej Polskiej – ZOSP RP
- Ogólnopolskie Zawody Sportowo-Obronne Stowarzyszeń Młodzieżowych o Nagrodę Ministra Obrony Narodowej i Szefa Sztabu Generalnego WP (od roku 2007 Mistrzostwa Sportowo-Obronne Stowarzyszeń Młodzieżowych o Nagrodę Ministra Obrony Narodowej) organizowane przez Ministerstwo Obrony Narodowej – MON

Zawody najczęściej przyjmują formę rywalizacji grupowej, a nie indywidualnej.
Sporty obronne kształtują odporność psychiczną i fizyczną, uczą dyscypliny oraz współdziałania w grupie, czy jej kierowania, sprawdzają sprawność fizyczną; jak również racjonalne zachowania w kryzysowych sytuacjach, których w sportach obronnych występuje dużo. Często są też sprawdzianem predyspozycji do służby wojskowej.